# توکرائو
توکرائو (قزاقی: Тоқырау) یک رودخانه در قزاقستان است.